# Servië op de Olympische Zomerspelen 2008
Servië nam deel aan de Olympische Zomerspelen 2008 in Peking, China. Servië debuteerde op de Zomerspelen in 1912 (zonder medaillewinst) en deed in 2008 voor de tweede keer mee.
Milorad Čavić won de eerste medaille voor Servië. Eerder wonnen Serven ook medailles maar die werden toegekend aan Joegoslavië, Servië en Montenegro en onafhankelijke deelnemers.

## Medailleoverzicht
| Sport     | Olympiër | Discipline           | Medaille |
| --------- | --- | -------------------- | -------- |
| Zwemmen   | Milorad Čavić | 100m vlinderslag (m) | Zilver   |
| Tennis    | Novak Đoković | enkelspel (m)        | Brons    |
| Waterpolo | Aleksandar Ćirić Filip Filipović Živko Gocić Branko Peković Duško Pijetlović Andrija Prlainović Nikola Rađen Aleksandar Šapić Dejan Savić Denis Šefik Slobodan Soro Vanja Udovičić Vladimir Vujasinović | mannen               | Brons    |

## Deelnemers en resultaten
(m) = mannen, (v) = vrouwen 

### Atletiek
| Olympiër               | Discipline             | Resultaat | Prestatie                                 |
| ---------------------- | ---------------------- | --------- | ----------------------------------------- |
| Goran Nava             | 1500m (m)              | 36e       | serie 2: 6de in 3.42,92                   |
| Predrag Filipović      | 20km snelwandelen (m)  | 41e       | 1:28.15                                   |
| Nenad Filipović        | 50km snelwandelen (m)  | 30e       | 4:02.16                                   |
| Dragutin Topić         | hoogspringen (m)       | 17e       | kwalificatie groep A: 11de met 2,25m      |
| Asmir Kolašinac        | kogelstoten (m)        | 33e       | kwalificatie groep A: 16de met 19,01m     |
|                        |                        |           |                                           |
| Olivera Jevtić         | marathon (v)           | DNF       | niet gefinisht                            |
| Ivana Španović         | verspringen (v)        | 31e       | kwalificatie groep B: 15de met 6,30m      |
| Biljana Mitrović-Topić | hink-stap-springen (v) | 13e       | kwalificatie groep A: 6de met 14,14m      |
| Dragana Tomašević      | discuswerpen (v)       | 13e       | kwalificatie groep B: 6de met 60,19m      |
| Tatjana Jelača         | speerwerpen (v)        | DNF       | kwalificatie groep B: geen gedlige poging |

### Roeien
| Olympiër                  | Discipline      | Resultaat | Prestatie |
| ------------------------- | --------------- | --------- | --- |
| Goran Jagar Iva Obradović | twee-zonder (m) | 7e        | serie 3: 2de in 6.46,71 halve finale 2: 4de in 6.38,96 finale B: 1ste in 6.49,12                               |
|                           |                 |           | |
| Nikola Stojić             | skiff (v)       | 11e       | serie 2: 2de in 7.49,13 halve finale 2: 3de in 7.39,16 halve finale 2: 5de in 7.52,39 finale B: 5de in 7.53,83 |

### Schietsport
| Olympiër            | Discipline                 | Resultaat | Prestatie                                                                             |
| ------------------- | -------------------------- | --------- | ------------------------------------------------------------------------------------- |
| Nemanja Mirosavljev | 10m luchtgeweer (m)        | 17e       | kwalificatie: 17de met 593 punten (99-98-98-100-100-98)                               |
| Stevan Pletikosić   | 10m luchtgeweer (m)        | 7e        | kwalificatie: 8ste met 595 punten (100-98-100-98-99-100) finale: 7de met 697,7 punten |
| Nemanja Mirosavljev | 50m geweer 3 houdingen (m) | 20e       | kwalificatie: 20ste met 1165 punten (398-381-386)                                     |
| Stevan Pletikosić   | 50m geweer 3 houdingen (m) | 11e       | kwalificatie: 11de met 1168 punten (398-378-392)                                      |
| Nemanja Mirosavljev | 50m geweer liggend (m)     | 33e       | kwalificatie: 33ste met 590 punten (100-99-99-97-99-96)                               |
| Stevan Pletikosić   | 50m geweer liggend (m)     | 10e       | kwalificatie: 10de met 594 punten (99-99-99-98-100-99)                                |
| Damir Mikec         | 50m pistool (m)            | 7e        | kwalificatie: 8ste met 559 punten (92-93-94-95-95-90) finale: 7de met 655,8 punten    |
| Damir Mikec         | 10m luchtpistool (m)       | 13e       | kwalificatie: 13de met 580 punten (96-98-95-99-98-94)                                 |
|                     |                            |           |                                                                                       |
| Lidija Mihajlović   | 10m luchtgeweer (v)        | 20e       | kwalificatie: 20ste met 394 punten (99-97-100-99)                                     |
| Lidija Mihajlović   | 50m geweer 3 houdingen (v) | 7e        | kwalificatie: 5de met 586 punten (199-191-196) finale: 7de met 686,0 punten           |
| Jasna Šekarić       | 25m pistool (v)            | 21e       | kwalificatie: 21ste met 578 punten (285-293)                                          |
| Jasna Šekarić       | 10m luchtpistool (v)       | 6e        | kwalificatie: 6de met 384 punten (96-94-98-96) finale: 6de met 480,9 punten           |

### Tafeltennis
| Olympiër               | Discipline    | Resultaat | Prestatie |
| ---------------------- | ------------- | --------- | --- |
| Aleksandar Karakašević | enkelspel (m) | 33e       | voorronde: vrij 1ste ronde: W van TUR Zeng: 4-1 (11-8, 13-11, 11-7, 9-11, 11-1) 2de ronde: V van SWE Persson: 2-4 (8-11, 11-8, 10-12, 11-8, 8-11, 7-11) |

### Tennis
| Olympiër                     | Discipline     | Resultaat | Prestatie |
| ---------------------------- | -------------- | --------- | --- |
| Novak Đoković                | enkelspel (m)  | Brons     | 1ste ronde: W van USA Ginepri: 6-4, 6-4 2de ronde: W van GER Schüttler: 6-4, 6-2 3de ronde: W van RUS Youzhny: 7-6(3), 6-3 kwartfinale: W van FRA Monfils: 4-6, 6-1, 6-4 halve finale: V van ESP Nadal: 4-6, 6-1, 4-6 bronzen finale: W van USA Blake: 6-3, 7-6(4) |
| Janko Tipsarević             | enkelspel (m)  | 17e       | 1ste ronde: W van ESP Ferrer: 7-6(8), 6-2 2de ronde: V van BEL Rochus: 6-7(5), 3-2, opgave |
| Novak Đoković Nenad Zimonjić | dubbelspel (m) | 17e       | 1ste ronde: V van CZE Damm/Vízner: 6-3, 0-6, 2-6 |
|                              |                |           | |
| Jelena Janković              | enkelspel (v)  | 5e        | 1ste ronde: W van ZIM Black: 6-3, 6-3 2de ronde: W van UKR Bondarenko: 7-5, 6-1 3de ronde: W van SVK Cibulková: 7-5, 6-1 kwartfinale: V van RUS Safina: 2-6, 7-5, 3-                                                                                               |

### Voetbal
| Olympiër | Discipline | Resultaat | Prestatie                                                                   |
| --- | ---------- | --------- | --------------------------------------------------------------------------- |
| Ljubomir Fejsa Nikola Gulan Marko Jovanović Gojko Kačar Andrija Kaluđerović Aleksandar Kolarov Miljan Mrdaković Predrag Pavlović Slobodan Rajković Đorđe Rakić Milan Smiljanić Saša Stamenković Vladimir Stojković Dušan Tadić Nenad Tomović Zoran Tošić Dusko Tosić Aleksandar Živković | mannen     | 12e       | groep B: 4de G van Australië: 1-1 V van Ivoorkust: 2-4 V van Australië: 0-2 |

| Groep A |            |             |             |             |             |            |            |            |        |
| #       | Land       | Wedstrijden | Wedstrijden | Wedstrijden | Wedstrijden | Doelpunten | Doelpunten | Doelpunten | Punten |
| #       | Land       | G           | W           | G           | V           | V          | T          | Saldo      | Punten |
| 1       | Argentinië | 3           | 3           | 0           | 0           | 5          | 1          | +4         | 9      |
| 2       | Ivoorkust  | 3           | 2           | 0           | 1           | 6          | 4          | +2         | 6      |
| 3       | Australië  | 3           | 0           | 1           | 2           | 1          | 3          | -2         | 1      |
| 4       | Servië     | 3           | 0           | 1           | 2           | 3          | 7          | -4         | 1      |

| Ronde       | Datum    | Plaats     | Land | Score     | Land |
| ----------- | -------- | ---------- | ---- | --------- | ---- |
| Groepsfase  |          |            |      |           |      |
| 7 augustus  | Shanghai | Australië  | 1-1  | Servië    |      |
| 10 augustus | Shanghai | Servië     | 2-4  | Ivoorkust |      |
| 13 augustus | Peking   | Argentinië | 2-0  | Servië    |      |

### Volleybal

#### Mannen
| Olympiër | Discipline | Resultaat | Prestatie |
| --- | ---------- | --------- | --- |
| Novica Bjelica Dejan Bojović Andrija Gerić Nikola Grbić Bojan Janić Nikola Kovačević Ivan Miljković Miloš Nikić Vlado Petković Marko Podraščanin Marko Samardžić Saša Starović | zaal (m)   | 5e        | groep B: 4de V van Rusland: 1-3 (25-20, 21-25, 22-25, 14-25) V van Brazilië: 1-3 (27-25, 20-25, 17-25, 21-25) V van Polen: 1-3 (29-31, 25-22, 22-25, 21-25) W van Duitsland: 3-1 (25-21, 27-25, 24-26, 25-23) W van Egypte: 3-0 (25-16, 25-13, 25-17) kwartfinale: V van Verenigde Staten: 2-3 (25-20, 23-25, 25-21, 18-25, 12-15) |

| Groep B |           |             |             |             |             |             |             |        |        |        |        |
| #       | Land      | Wedstrijden | Wedstrijden | Wedstrijden | Wedstrijden | Wedstrijden | Wedstrijden | Punten | Punten | Punten | Punten |
| #       | Land      | G           | W           | V           | SW          | SV          | SR          | SPW    | SPL    | Saldo  | Punten |
| 1       | Brazilië  | 5           | 4           | 1           | 13          | 4           | +9          | 427    | 373    | +54    | 9      |
| 2       | Rusland   | 5           | 4           | 1           | 14          | 7           | +7          | 496    | 447    | +49    | 9      |
| 3       | Polen     | 5           | 4           | 1           | 12          | 6           | +6          | 434    | 404    | +30    | 9      |
| 4       | Servië    | 5           | 2           | 3           | 9           | 10          | -1          | 440    | 439    | +1     | 7      |
| 5       | Duitsland | 5           | 1           | 4           | 6           | 12          | -6          | 418    | 440    | -22    | 6      |
| 6       | Egypte    | 5           | 0           | 5           | 0           | 15          | -15         | 267    | 379    | -112   | 5      |

| Ronde       | Datum  | Plaats | Land | Score     | Land |
| ----------- | ------ | ------ | ---- | --------- | ---- |
| Groepsfase  |        |        |      |           |      |
| 10 augustus | Peking | Servië | 1-3  | Rusland   |      |
| 12 augustus | Peking | Servië | 1-3  | Brazilië  |      |
| 14 augustus | Peking | Polen  | 3-1  | Servië    |      |
| 16 augustus | Peking | Servië | 3-1  | Duitsland |      |
| 18 augustus | Peking | Egypte | 0-3  | Servië    |      |
| Kwartfinale |        |        |      |           |      |
| 20 augustus | Peking | Egypte | 3-2  | Servië    |      |

#### Vrouwen
| Olympiër | Discipline | Resultaat | Prestatie |
| --- | ---------- | --------- | --- |
| Jovana Brakočević Suzana Ćebić Vesna Čitaković Ivana Đerisilo Nataša Krsmanović Sanja Malagurski Brižitka Molnar Jelena Nikolić Maja Ognjenović Stefana Veljković Jovana Vesović | zaal (V)   | 5e        | groep B: 4de W van Kazachstan: 3-1 (25-21, 25-17, 23-25, 25-21) W van Algerije: 3-0 (25-14, 25-13, 25-13) V van Brazilië: 0-3 (15-25, 13-25, 23-25) V van Italië: 0-3 (23-25, 20-25, 19-25) V van Rusland: 0-3 (21-25, 16-25, 20-25) kwartfinale: V van Cuba: 0-3 (24-26, 19-25, 24-26) |

| Groep B |            |             |             |             |             |             |             |        |        |        |        |
| #       | Land       | Wedstrijden | Wedstrijden | Wedstrijden | Wedstrijden | Wedstrijden | Wedstrijden | Punten | Punten | Punten | Punten |
| #       | Land       | G           | W           | V           | SW          | SV          | SR          | SPW    | SPL    | Saldo  | Punten |
| 1       | Brazilië   | 5           | 5           | 0           | 15          | 0           | +15         | 377    | 226    | +149   | 10     |
| 2       | Italië     | 5           | 4           | 1           | 12          | 4           | +8          | 372    | 315    | +57    | 9      |
| 3       | Rusland    | 5           | 3           | 2           | 10          | 6           | +4          | 353    | 312    | +41    | 8      |
| 4       | Servië     | 5           | 2           | 3           | 6           | 10          | -4          | 343    | 349    | -6     | 7      |
| 5       | Kazachstan | 5           | 1           | 4           | 4           | 13          | -9          | 323    | 404    | -81    | 6      |
| 6       | Algerije   | 5           | 0           | 5           | 1           | 15          | -14         | 230    | 392    | -162   | 5      |

| Ronde       | Datum  | Plaats   | Land | Score      | Land |
| ----------- | ------ | -------- | ---- | ---------- | ---- |
| Groepsfase  |        |          |      |            |      |
| 9 augustus  | Peking | Servië   | 3-1  | Kazachstan |      |
| 11 augustus | Peking | Algerije | 0-3  | Servië     |      |
| 13 augustus | Peking | Servië   | 0-3  | Brazilië   |      |
| 15 augustus | Peking | Servië   | 0-3  | Italië     |      |
| 17 augustus | Peking | Rusland  | 3-0  | Servië     |      |
| Kwartfinale |        |          |      |            |      |
| 19 augustus | Peking | Cuba     | 3-0  | Servië     |      |

### Waterpolo
| Olympiër | Discipline | Resultaat | Prestatie |
| --- | ---------- | --------- | --- |
| Aleksandar Ćirić Filip Filipović Živko Gocić Branko Peković Andrija Prlainović Duško Pijetlović Nikola Radjen Aleksandar Šapić Dejan Savić Denis Šefik Slobodan Soro Vanja Udovičić | mannen     | Brons     | groep B: 3de V van Duitsland: 11-7 V van Kroatië: 8-11 W van Verenigde Staten: 4-2 W van China: 15-5 V van Italië: 12-13 kwartfinale: W van Spanje: 9-5 halve finale: V van Verenigde Staten: 5-10 bronzen finale: W van Montenegro: 6-4 |

| Groep B |                  |             |             |             |             |        |        |        |        |
| #       | Land             | Wedstrijden | Wedstrijden | Wedstrijden | Wedstrijden | Punten | Punten | Punten | Punten |
| #       | Land             | G           | W           | G           | V           | V      | T      | Saldo  | Punten |
| 1       | Verenigde Staten | 5           | 4           | 0           | 1           | 37     | 31     | +6     | 8      |
| 2       | Kroatië          | 5           | 4           | 0           | 1           | 56     | 31     | +25    | 8      |
| 3       | Servië           | 5           | 3           | 0           | 2           | 50     | 38     | +12    | 6      |
| 4       | Duitsland        | 5           | 2           | 0           | 3           | 33     | 44     | -11    | 4      |
| 5       | Italië           | 5           | 2           | 0           | 3           | 57     | 50     | +7     | 4      |
| 6       | China            | 5           | 0           | 0           | 5           | 25     | 64     | -39    | 0      |

| Ronde          | Datum  | Plaats           | Land  | Score     | Land |
| -------------- | ------ | ---------------- | ----- | --------- | ---- |
| Groepsfase     |        |                  |       |           |      |
| 10 augustus    | Peking | Servië           | 11-7  | Duitsland |      |
| 12 augustus    | Peking | Servië           | 8-11  | Kroatië   |      |
| 14 augustus    | Peking | Verenigde Staten | 2-4   | Servië    |      |
| 16 augustus    | Peking | Servië           | 15-5  | China     |      |
| 18 augustus    | Peking | Servië           | 12-13 | Italië    |      |
| Kwartfinale    |        |                  |       |           |      |
| 20 augustus    | Peking | Spanje           | 5-9   | Servië    |      |
| Halve finale   |        |                  |       |           |      |
| 22 augustus    | Peking | Verenigde Staten | 10-5  | Servië    |      |
| Bronzen finale |        |                  |       |           |      |
| 24 augustus    | Peking | Montenegro       | 4-6   | Servië    |      |

### Wielersport
| Olympiër          | Discipline       | Resultaat | Prestatie |
| ----------------- | ---------------- | --------- | --------- |
| Nebojša Jovanović | wegwedstrijd (m) | 67e       | 6:35.44   |
| Ivan Stević       | wegwedstrijd (m) | 85e       | 6:49.59   |

### Worstelen
| Olympiër       | Discipline     | Resultaat      | Prestatie |
| Grieks-Romeins | Grieks-Romeins | Grieks-Romeins | Grieks-Romeins |
| -------------- | -------------- | -------------- | --- |
| Kristijan Fris | -55kg (m)      | 7e             | kwalificatie: W van UKR Koval: 3-1 1ste ronde: V van RUS Mankiev: 0-3 herkansingen: W van UZB Hafizov: 3-0 herkansingen 2: V van IRI Sourian: 1-3 |
| Davor Štefanek | -60kg (m)      | 15e            | kwalificatie: vrij 1ste ronde: V van UZB Aripov: 1-3                                                                                              |

### Zwemmen
| Olympiër              | Discipline           | Resultaat | Prestatie                                                                           |
| --------------------- | -------------------- | --------- | ----------------------------------------------------------------------------------- |
| Milorad Čavić         | 100m vrije slag (m)  | 17e       | serie 7: 2de in 48,15 (NR)                                                          |
| Radovan Siljevski     | 200m vrije slag (m)  | 40e       | serie 3: 3de in 1.50,25                                                             |
| Čaba Silađi           | 100m schoolslag (m)  | 40e       | serie 4: 3de in 1.02,31                                                             |
| Milorad Čavić         | 100m vlinderslag (m) | Zilver    | serie 9: 1ste in 50,76 (ER) halve finale 2: 1ste in 50,92 finale: 2de in 50,59 (ER) |
| Ivan Lenđer           | 100m vlinderslag (m) | 40e       | serie 5: 7de in 53,41                                                               |
| [[Vladan Marković]    | 200m vlinderslag (m) | 40e       | serie 2: 7de in 2.03,12                                                             |
|                       |                      |           |                                                                                     |
| Miroslava Najdanovski | 50m vrije slag (b)   | DNS       | serie 8: niet gestart                                                               |
| Miroslava Najdanovski | 100m vrije slag (v)  | 38e       | serie 4: 7de in 56,50                                                               |
| Milica Ostojić        | 200m vrije slag (v)  | 40e       | serie 1: 3de in 2.03,19                                                             |
| Marica Stražmešter    | 100m rugslag (v)     | 40e       | serie 2: 3de in 1.03,56                                                             |
| Nađa Higl             | 100m schoolslag (v)  | 43e       | serie 3: 8ste in 1.13,19                                                            |
| Nađa Higl             | 200m schoolslag (v)  | 33e       | serie 3: 6de in 2.32,78                                                             |

Afghanistan · Albanië · Algerije · Amerikaanse Maagdeneilanden · Amerikaans-Samoa · Andorra · Angola · Antigua en Barbuda · Argentinië · Armenië · Aruba · Australië · Azerbeidzjan · Bahama's · Bahrein · Bangladesh · Barbados · België · Belize · Benin · Bermuda · Bhutan · Bolivia · Bosnië en Herzegovina · Botswana · Brazilië · Britse Maagdeneilanden · Bulgarije · Burkina Faso · Burundi · Cambodja · Canada · Centraal-Afrikaanse Republiek · Chili · China · Chinees Taipei · Colombia · Comoren · Congo-Brazzaville · Congo-Kinshasa · Cookeilanden · Costa Rica · Cuba · Cyprus · Denemarken · Djibouti · Dominica · Dominicaanse Republiek · Duitsland · Ecuador · Egypte · El Salvador · Equatoriaal-Guinea · Eritrea · Estland · Ethiopië · Fiji · Filipijnen · Finland · Frankrijk · Gabon · Gambia · Georgië · Ghana · Grenada · Griekenland · Groot-Brittannië · Guam · Guatemala · Guinee · Guinee‑Bissau · Guyana · Haïti · Honduras · Hongarije · Hongkong · Ierland · IJsland · India · Indonesië · Irak · Iran · Israël · Italië · Ivoorkust · Jamaica · Japan · Jemen · Jordanië · Kaaimaneilanden · Kaapverdië · Kameroen · Kazachstan · Kenia · Kirgizië · Kiribati · Koeweit · Kroatië · Laos · Lesotho · Letland · Libanon · Liberia · Libië · Liechtenstein · Litouwen · Luxemburg · Macedonië · Madagaskar · Malawi · Malediven · Maleisië · Mali · Malta · Marshalleilanden · Marokko · Mauritanië · Mauritius · Mexico · Micronesië · Moldavië · Monaco · Mongolië · Montenegro · Mozambique · Myanmar · Namibië · Nauru · Nederland · Nederlandse Antillen · Nepal · Nicaragua · Nieuw-Zeeland · Niger · Nigeria · Noord-Korea · Noorwegen · Oeganda · Oekraïne · Oezbekistan · Oman · Oostenrijk · Oost‑Timor · Pakistan · Palau · Palestina · Panama · Papoea-Nieuw-Guinea · Paraguay · Peru · Polen · Portugal · Puerto Rico · Qatar · Roemenië · Rusland · Rwanda · Saint Kitts en Nevis · Saint Lucia · Saint Vincent en Grenadines · Salomonseilanden · Samoa · San Marino · Sao Tomé en Principe · Saoedi-Arabië · Senegal · Servië · Seychellen · Sierra Leone · Singapore · Slovenië · Slowakije · Soedan · Somalië · Spanje · Sri Lanka · Suriname · Swaziland · Syrië · Tadzjikistan · Tanzania · Thailand · Togo · Tonga · Trinidad en Tobago · Tsjaad · Tsjechië · Tunesië · Turkije · Turkmenistan · Tuvalu · Uruguay · Vanuatu · Venezuela · Verenigde Arabische Emiraten · Verenigde Staten · Vietnam · Wit-Rusland · Zambia · Zimbabwe · Zuid-Afrika · Zuid-Korea · Zweden · Zwitserland
Uitgesloten van deelname: Brunei